# Carlet
Carlet es una ciudad de la Comunidad Valenciana, España, perteneciente a la provincia de Valencia, en la comarca de la Ribera Alta. Pertenece a la segunda corona del área metropolitana de Valencia.

## Geografía

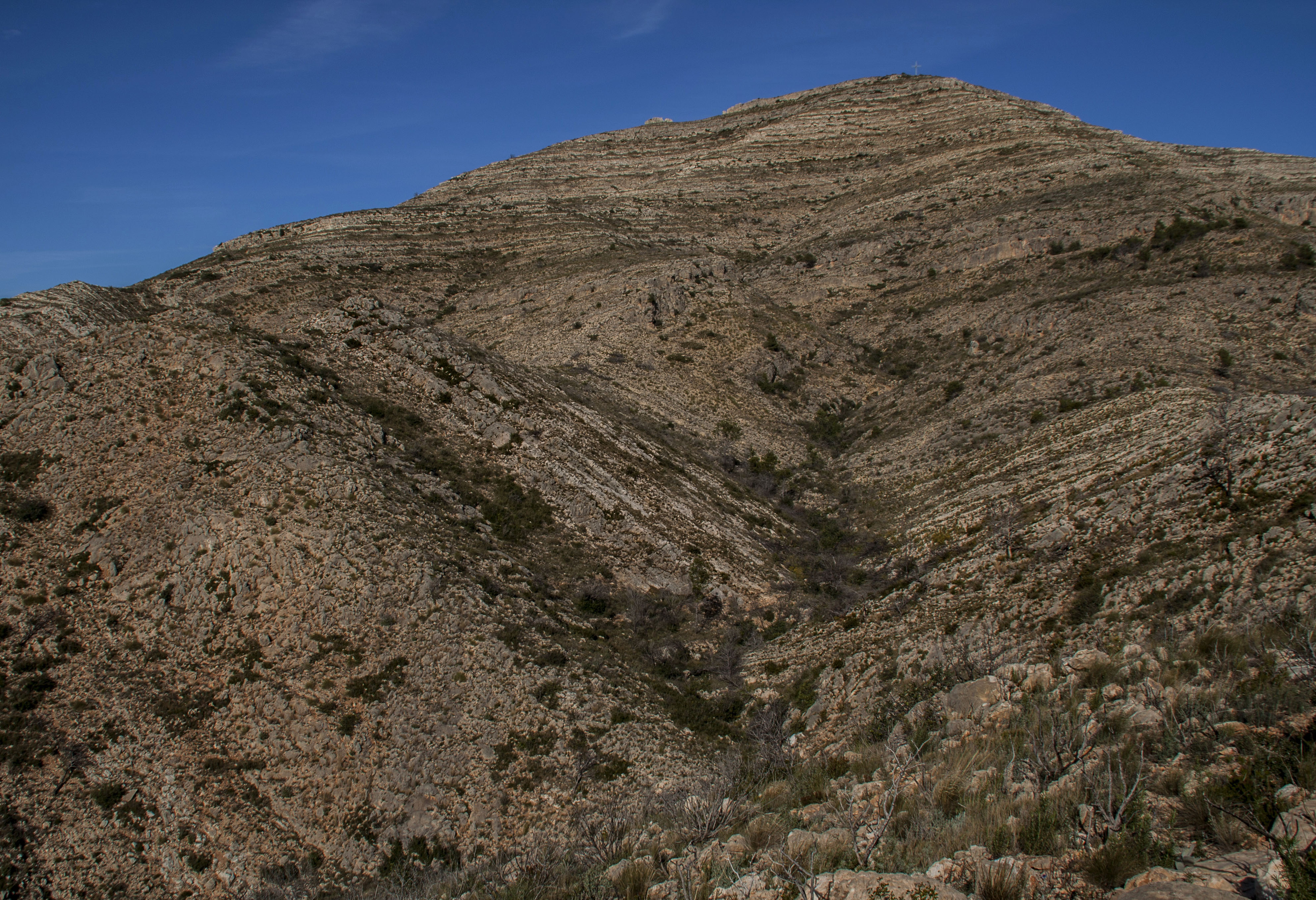
Plegamientos en las lomas del Matamón

Integrado en la comarca de Ribera Alta, se sitúa a 34 kilómetros de la capital valenciana. El término municipal está atravesado por la Autovía del Mediterráneo (A-7) y por la carretera autonómica CV-50, que permite la comunicación con La Alcudia y Catadau. Además, una carretera local permite la comunicación con Benimodo, que está a menos de un kilómetro.
Su término tiene una superficie llana en su mayor parte, al encontrarse en la vega del río Magro. Por el oeste penetran las estribaciones de la loma de Matamon, que supera los 300 m de altura. El río Magro, de escaso caudal, pero de grandes avenidas en épocas lluviosas antes de la construcción del pantano de Forata, atraviesa el territorio de noroeste a sureste. Drenan también el término municipal el río Seco o barranco de Montortal y su afluente, la Rambla de la Parra, que procede del término de Tous. El mismo río Magro divide el amplio término en dos mitades prácticamente iguales. La parte de la izquierda, es decir, hacia el este, forma una gran llanura (El Pla), que llega al límite con Alginet por el noreste, del cual lo separa la sierra d'Alèdua (130 m). La parte de la derecha, donde está también la capital municipal, se extiende hacia el suroeste hasta tocar las estribaciones de la loma de Matamon. La altitud oscila entre los 310 m al oeste (Loma de Matamon) y los 40 m a orillas del río Magro. El pueblo se alza a 49 m sobre el nivel del mar.
| Noroeste: Catadau  | Norte: Alfarp              | Noreste: Alginet    |
| Oeste: Tous        |                            | Este: Guadassuar    |
| Suroeste: Benimodo | Sur: Benimodo y La Alcudia | Sureste: La Alcudia |

El clima es mediterráneo: la temperatura media anual es de 16 °C y la humedad del aire es del 62 % (promedio anual). Son raras las nevadas y más frecuentes las heladas nocturnas.

### Notas sobre historia urbana

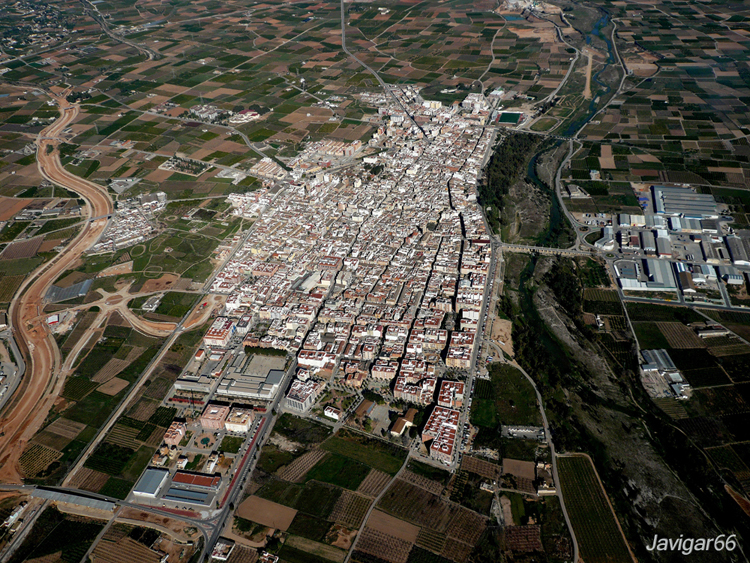
Fotografía aérea de la población de Carlet. Autor Javier García Escoms.

### Barrios y pedanías

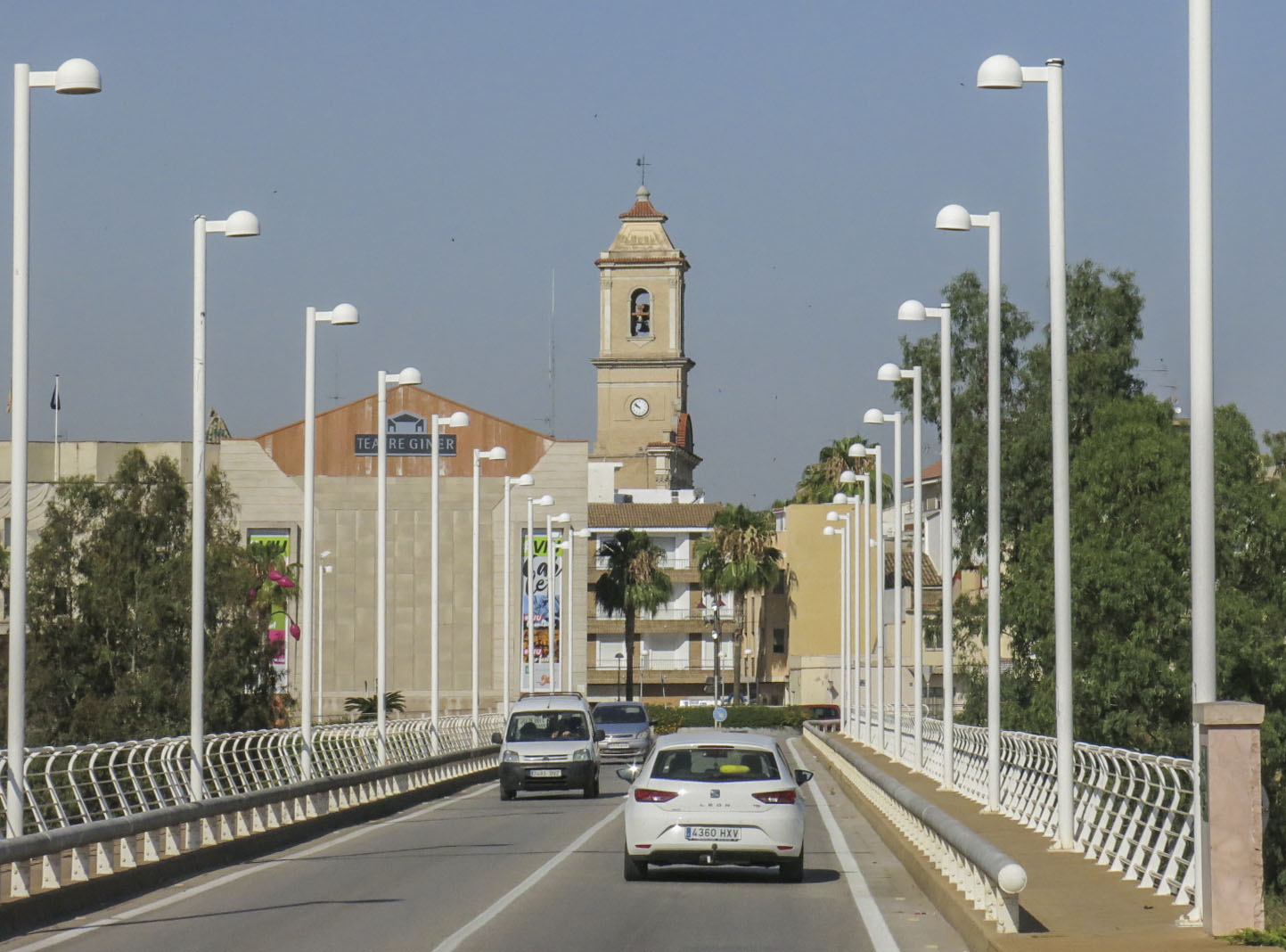
Vista de Carlet desde el puente que cruza el río Magro

## Historia

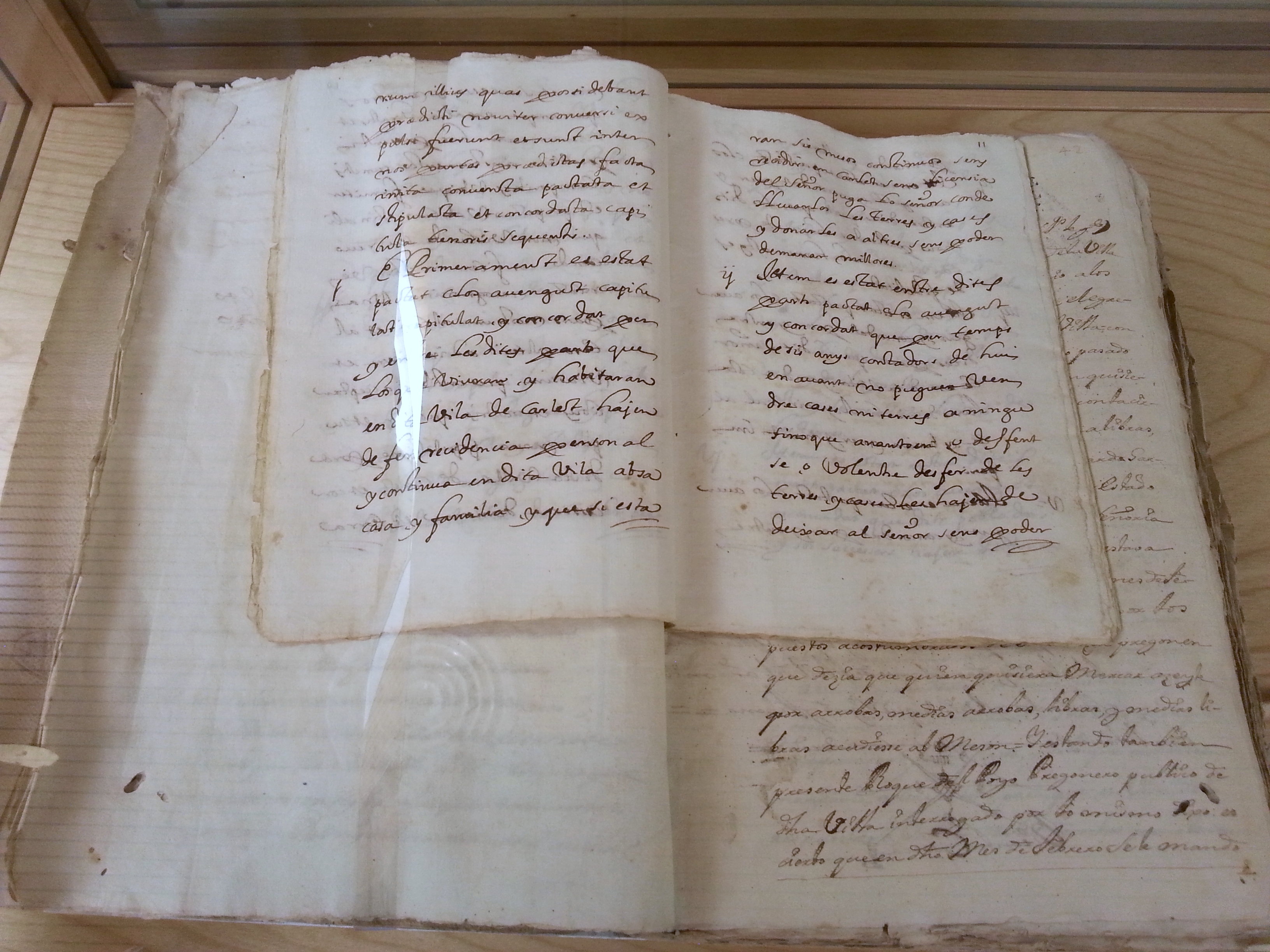
Carta puebla de Carlet. Copia de 1720 de la original de 1610. Archivo del Reino de Valencia

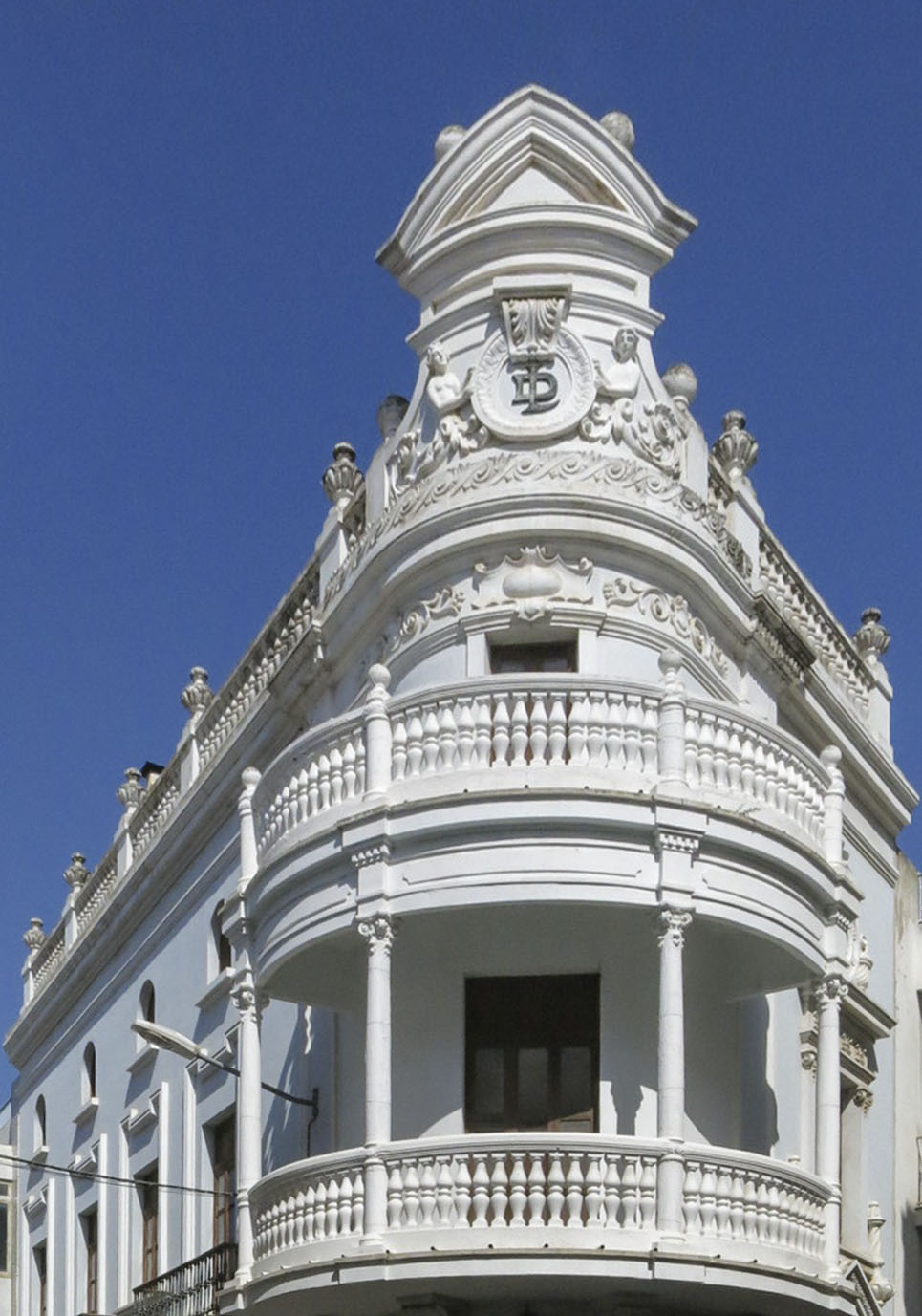
La casa Luna desde la calle Mayor del municipio

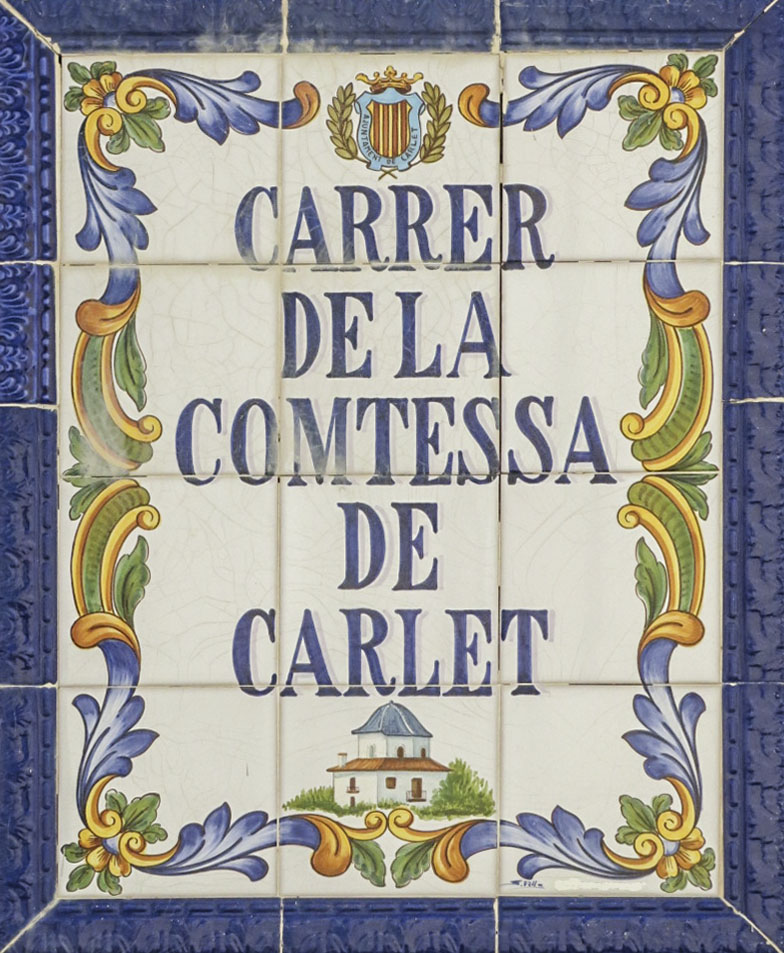
Panel cerámico de una calle de la localidad dedicada a María Paloma Barris y Armet de Castellví, XIV condesa de Carlet

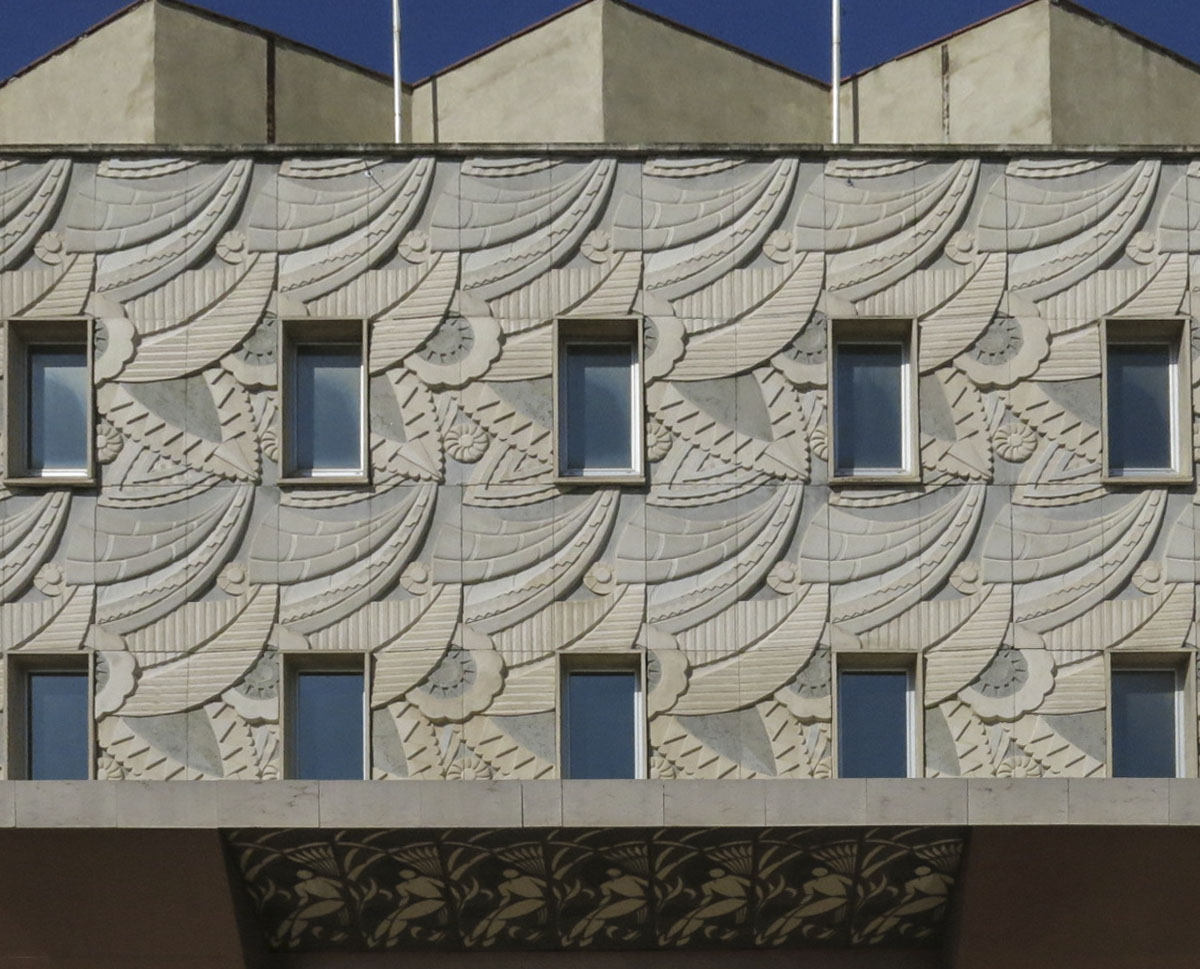
El nuevo Salón Giner, un antiguo cine y teatro reconstruido

### Patrimonio

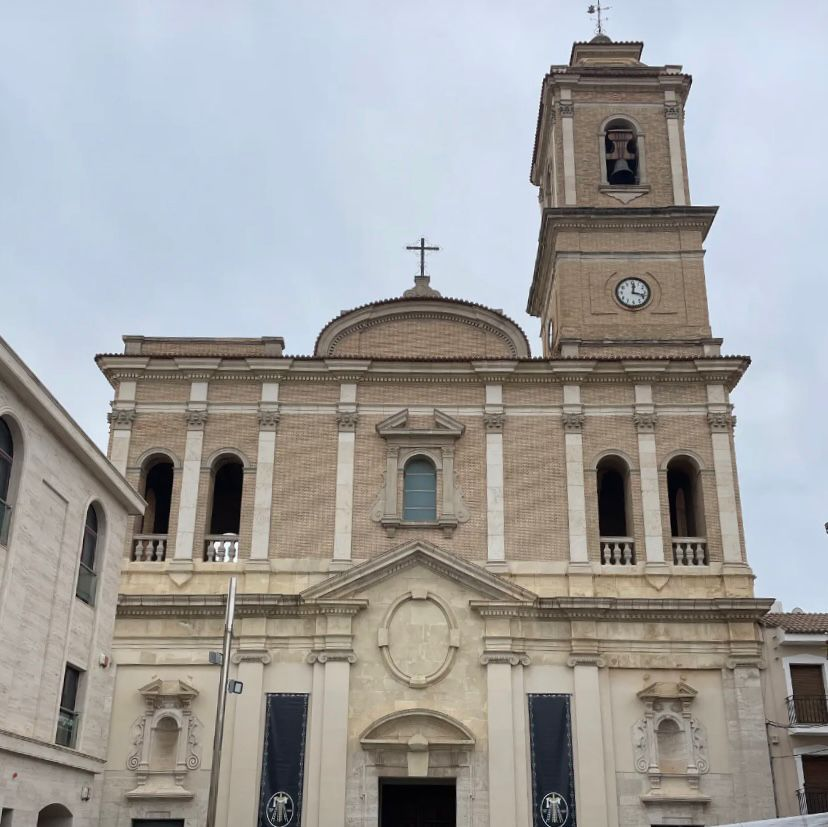
Iglesia parroquial de la Asunción

###### Iglesia-convento de la Asunción de Nuestra Señora de Carlet

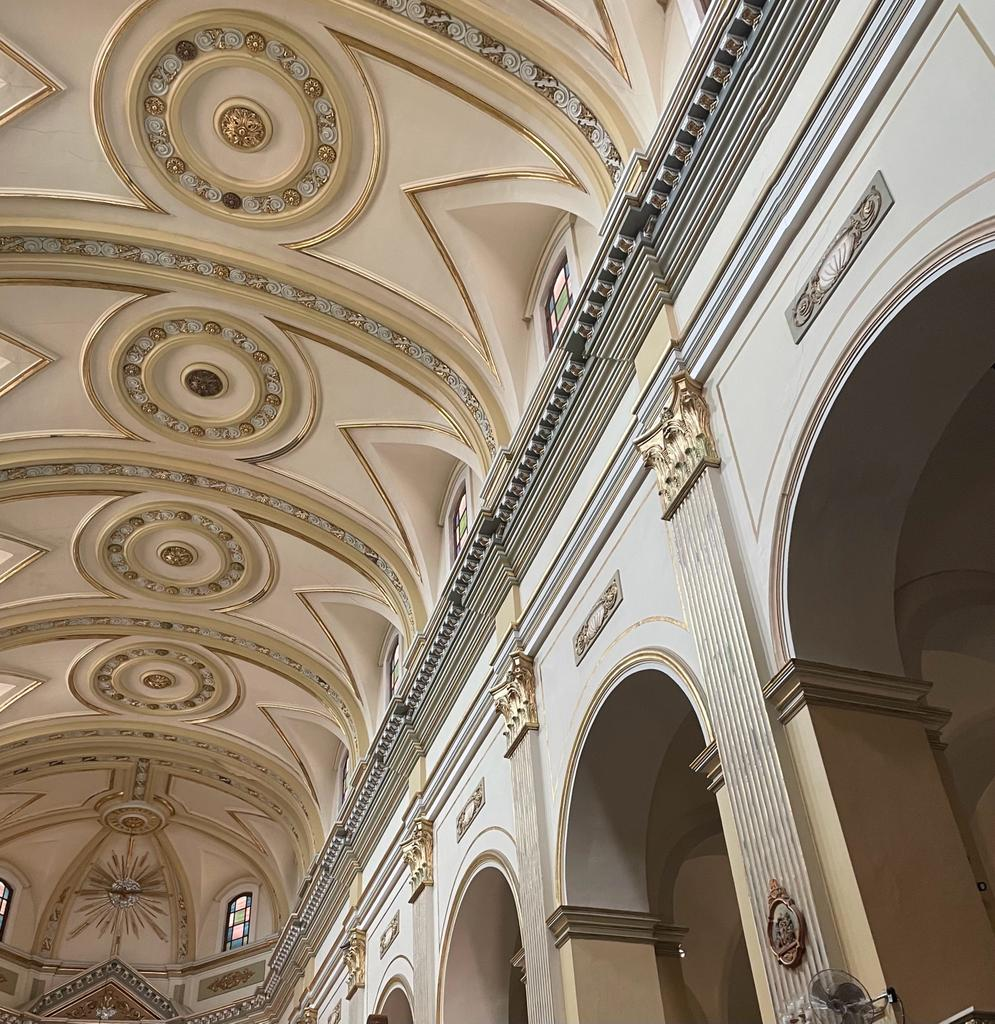
Nave central y bóvedas de la iglesia de la Asunción

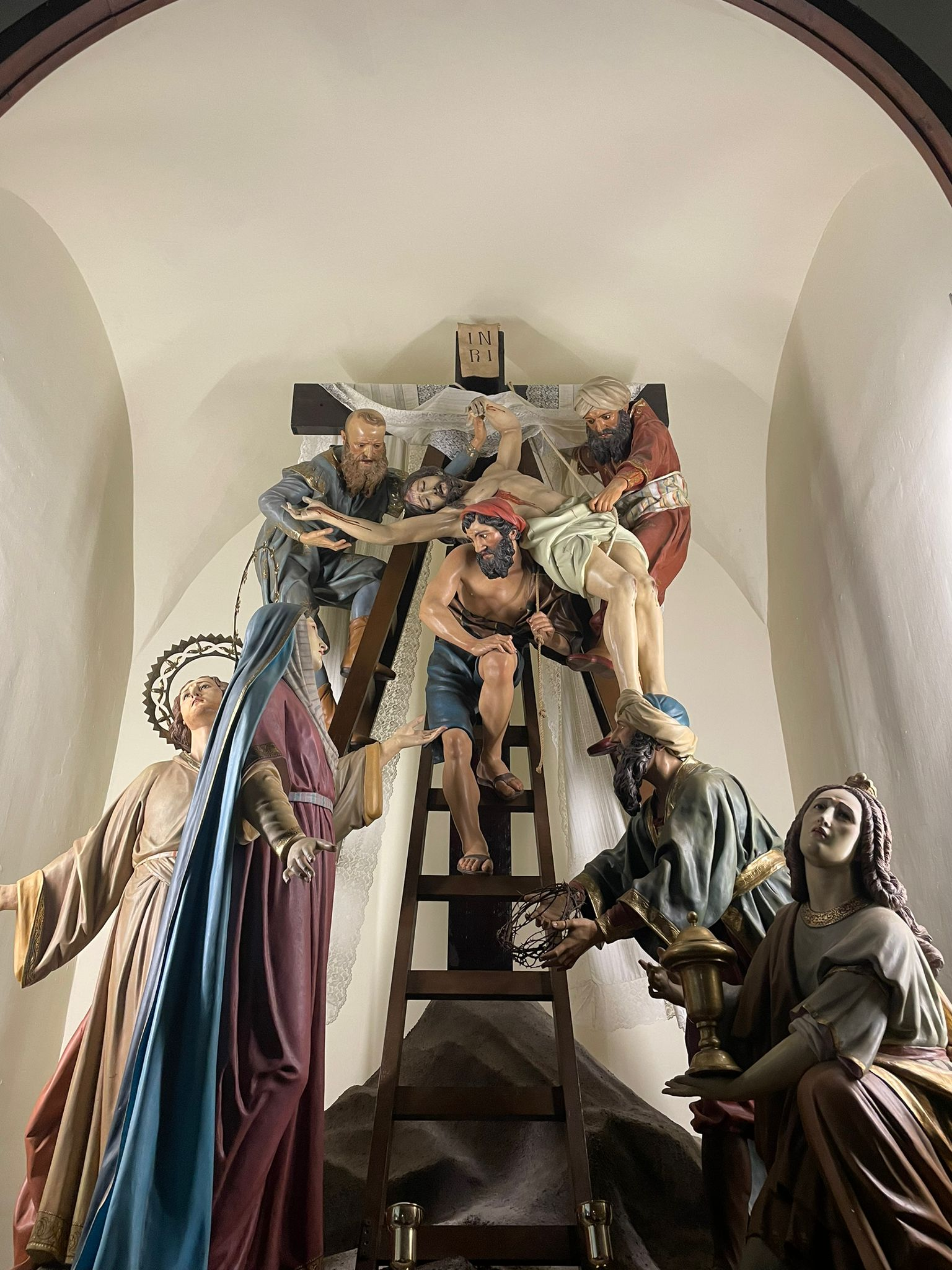
Conjunto escultórico del Descendimiento,. Ubicado en una capilla lateral de la iglesia

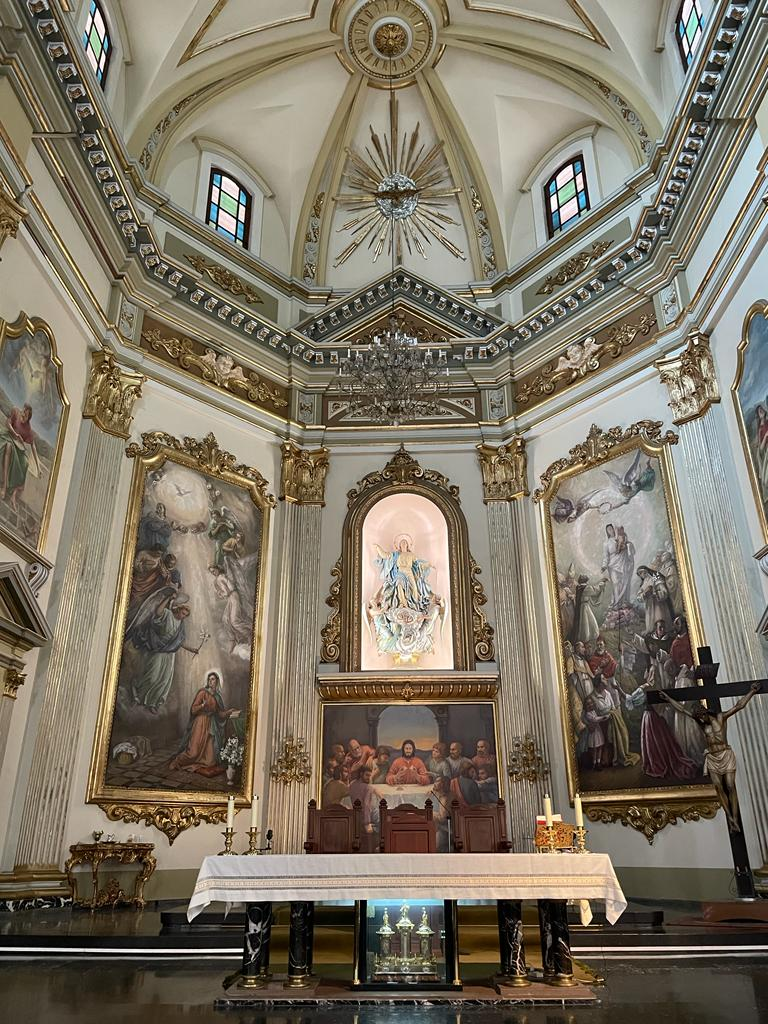
Altar mayor de la iglesia con las pinturas de Ginesta i Barés. En la hornacina del centro se encuentra la estatua de la Asunción, la imagen titular de la parroquia

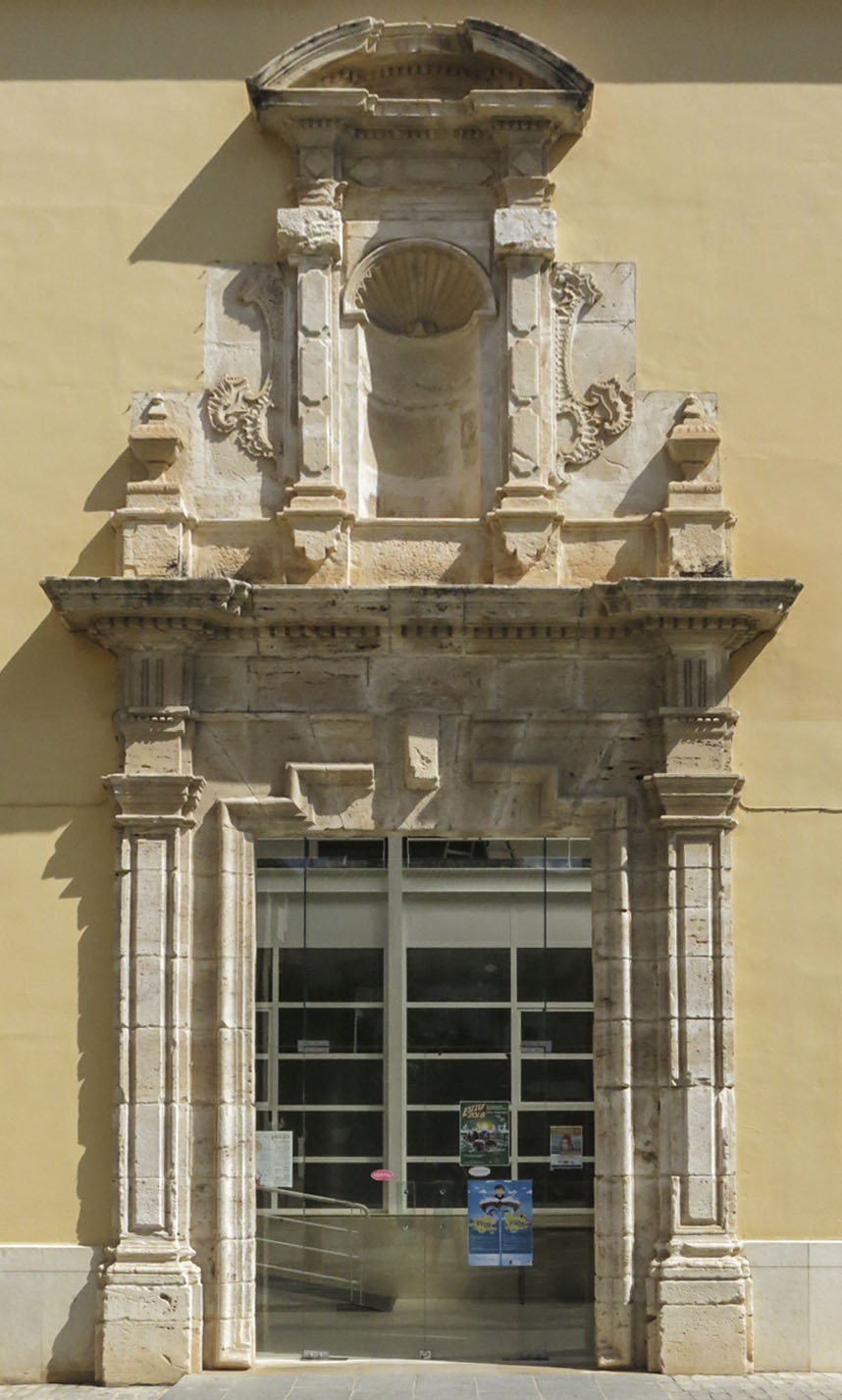
El portal de la casa de la cultura fue originalmente el portón lateral que daba acceso al desaparecido convento de los Dominicos. Afortunadamente fue rescatado y reubicado